# Киреева, Зинаида Александровна
Зинаида Александровна Киреева (5 октября 1905, Рузаевка, Инсарский уезд, Пензенская губерния — 22 июня 1994, Новосибирск) — советский и российский медик, главный врач Новосибирской областной клинической больницы (1957—1965), заслуженный врач РСФСР (1954), Отличник здравоохранения (1954).

## Биография
Родилась 5 октября 1905 года в Рузаевке Инсарского уезда Пензенской губернии (ныне город в составе Мордовии). Выпускница 2-го Московского мединститута (1940).
С 1940 по 1946 год занимала различные должности санотдела УИТЛиК при НКВД по Новосибирской области. Прошла подготовку на невролога в институте усовершенствования врачей. В 1945 году стала членом ВКП(б).
В 1945 году начала карьеру в областной клинической больнице. В 1946 году назначена ординатором неврологического отделения, в 1948 году — заместителем главного врача областной клинической больницы, в 1957 году заняла должность главного врача. При участии Киреевой был увеличен коечный фонд (в 1957 году число коек составляло 475, в 1965 — 650), составлен проект облбольницы, одобренный МЗ.
В 1965 году назначена главным врачом санатория «Речкуновка»; в период своего руководства добилась усовершенствования способов преемственного лечения сердечных и желудочных болезней. С 1980 года заведовала профилакторием горбольницы № 11.
Участница пленумов обкома КПСС. Состояла в президиуме обкома профсоюза медицинских работников. Принимала участие в XXII съезде КПСС.